# Edward Prince

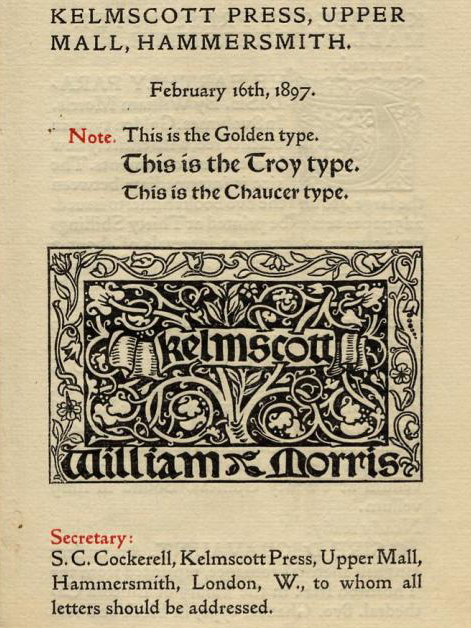
Kelmscott press, spécimen de types par William Morris, gravés par Edward Prince

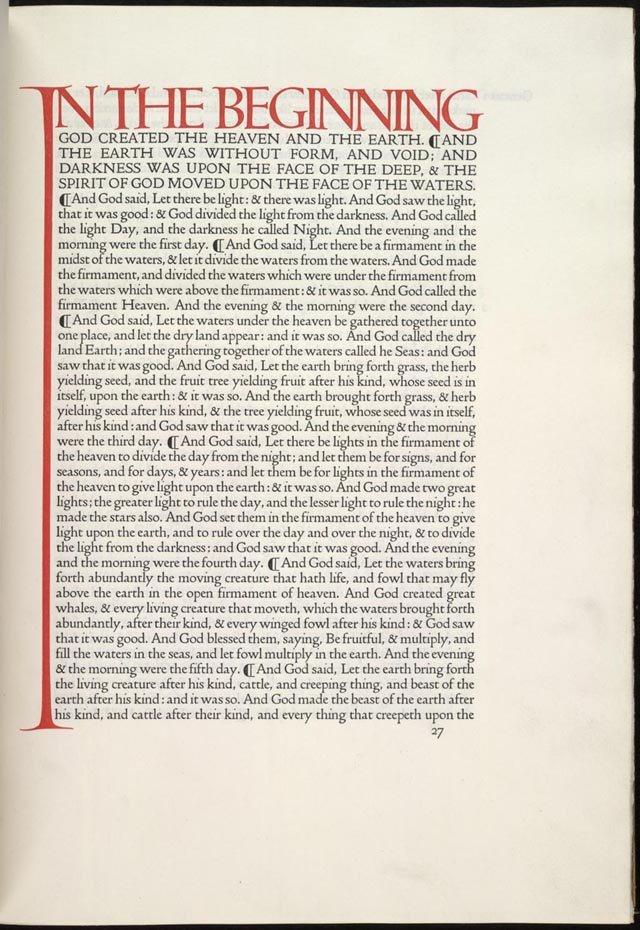
Doves type

Edward Philip Prince, né en 1846 à Kennington, au sud de Londres, mort le 2 décembre 1923 à Crouch End, au nord de Londres, est un graveur de poinçons anglais, auteur des poinçons de nombreuses polices de caractères créées à la fin du XIXe siècle et au début du XXe.

## Biographie
Il est le fils d’un maître d’école. À l’âge de 16 ans, il entre comme apprenti chez le graveur de poinçons Frederick Tarrant. Il continue à travailler avec Tarrant pendant de nombreuses années. En 1878, ils gravent les poinçons du Tudor Black, basé sur un modèle du XVe siècle, pour la fonderie Miller & Richard. Prince s’installe ensuite comme graveur indépendant, travaillant pour diverses fonderies comme R. H. Stevens & Co, Sir Charles Reed & Sons Fann Street Foundry, Miller & Richard. Il est un des rares qui soient capables de mener à bien la gravure de poinçons pour tous les types de caractères commerciaux, dans tous les corps.
Avec l’éclosion des private presses, en premier la Kelmscott Press de William Morris, nombreux sont les nouveaux éditeurs qui créent leurs propres caractères. Edward Prince est donc très sollicité. Emery Walker, collaborateur de William Morris, lui commande les poinçons des caractères de la Kelmscott Press, le Golden Type, puis le Troy Type et le Chaucer Type (1892). Puis il travaille sur le Vale Type pour la Vale Press de Charles Ricketts (1896), le Doves Type de Thomas James Cobden-Sanderson (1899). Il travaille ainsi pour Ashendene Press, Essex House Press, Eragny Press, et la Cranach Press.
Avec une carrière abondamment consacrée aux private presses, on peut penser qu’Edward Prince leur vouait un intérêt particulier, mais il n’en est rien, il travaillait aussi pour des caractères commerciaux avec le même soin et le même professionnalisme.
De 1914 à 1918, à la demande de J. H. Mason, le compositeur de la Doves Press, il enseigne la gravure de poinçons à la Central School of Arts & Crafts.
Il travaille jusqu’à la veille de sa mort, à 77 ans.

## Sources
- Biographe sur le site ILAB